# Eugenia melanogyna
Eugenia melanogyna là một loài thực vật có hoa trong Họ Đào kim nương. Loài này được (D.Legrand) Sobral mô tả khoa học đầu tiên năm 1995.